# Výrava
Výrava är en ort i Tjeckien. Den ligger i den centrala delen av landet, 110 km öster om huvudstaden Prag. Výrava ligger 255 meter över havet och antalet invånare är 301.
Terrängen runt Výrava är platt. Runt Výrava är det ganska glesbefolkat, med 42 invånare per kvadratkilometer. Närmaste större samhälle är Hradec Králové, 12,4 km sydväst om Výrava. Trakten runt Výrava består till största delen av jordbruksmark.